# Filippo Tranquillini

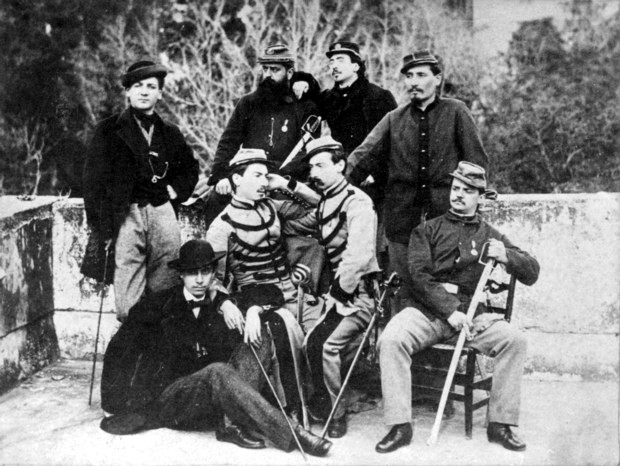
Volontari trentini al comando delle truppe garibaldine dopo la Battaglia del Volturno. Da sinistra in piedi il luogotenente Adolfo Faconti, i capitani Camillo Zancani e Oreste Baratieri, il luogotenente Enoch Bezzi. Seduti da sinistra il sottotenente Francesco Martini, il capitano Ergisto Bezzi, il luogotenente Filippo Tranquillini e il luogotenente Giuseppe Fontana.

Filippo Tranquillini (Mori, 16 agosto 1837 – Milano, 13 ottobre 1879) è stato un patriota e avvocato italiano.

## Biografia
Appartenne al gruppo di garibaldini che, con gli altri trentini, Ergisto Bezzi e Filippo Manci, vengono ricordati come "i tre moschettieri dei Mille".
Nell'elenco ufficiale dei partecipanti all'impresa, pubblicato sulla Gazzetta Ufficiale del Regno d'Italia del 12 novembre 1878, lo si trova al numero 1015.